# Cirrí Sur
Cirrí Sur es uno de los distritos del cantón de Naranjo, en la provincia de Alajuela, de Costa Rica.

## Transporte

### Carreteras
Al distrito lo atraviesan las siguientes rutas nacionales de carretera:
- Ruta nacional 141
- Ruta nacional 703
- Ruta nacional 709
- Ruta nacional 710